# Nemastoma superbum
Espèce
Nemastoma superbum est une espèce d'opilions dyspnois de la famille des Nemastomatidae.

## Distribution
Cette espèce est endémique de Naxos en Grèce.

## Systématique et taxinomie
Cette espèce a été décrite par Koch en 1869.

## Publication originale
- Koch, 1869 : « Beitrag zur Kenntniss der Arachnidenfauna Tirols. » Zeitschrift des Ferdinandeums für Tirol und Vorarlberg, vol. 14, p. 149–206.